# 法国青年共产主义者运动
法国青年共产主义者运动（法語：Mouvement Jeunes Communistes de France，缩写为MJCF）是法国共产党的青年翼。但在名义上，它是一个独立的组织。
法国青年共产主义者运动的起源可追溯到1920年成立的工人国际法国支部青年翼社会主义青年。1920年，工人国际法国支部分裂，多数派组建了法国共产党。社会主义青年的多数派也相应地组建“共产主义青年”（后改称“法国青年共产主义者联合会”）。二战期间，共产主义青年的组织遭到破坏，许多成员在抵抗运动中被捕甚至牺牲。1945年，共产主义青年重组为“法国共和青年联盟”。法国共和青年联盟在成立初期发展迅速，其成员一度多达25万，成为法国历史上人数最多的青年组织。冷战爆发后，法国共和青年联盟的成员数直线下降到3万左右。1956年，法国共和青年联盟解散，“法国青年共产主义者运动”取代它成为法国共产党新的青年翼。
法国青年共产主义者运动由4个部分组成：
- 法国共产主义青年联盟
- 法国女青年联盟
- 法国农业青年联盟
- 共产主义学生联盟[2]